# Bjørn Thalbitzer
Bjørn Thalbitzer født Guldbrandsen (13. december 1895 på Frederiksberg - 31. marts 1959 i San Remo, Italien) var en dansk korrespondent, forretningsfører og tennisspiller fra KB.
Han deltog i 1924 i OL i Paris hvor han blev slået ud i anden runde i herresingle af briten Max Woosnam og i første runde i herredouble, hvor han spillede med Einar Bache. De tabte til japanerne Takeichi Harada og Sunao Okamoto.
Han vandt 1923 det danske mesterskab i mixed double med Ebba Meyer.
Deltog 1924 på det danske Davis Cup-hold som tabte til Ungarn 3-2, men han vandt doublen sammen med Einer Ulrich.
Bjørn Thalbitzer var født udenfor ægteskab og døbt Guldbrandsen. Han var søn af arkitekten Viggo Alexander Thalbitzer (1869-1926). Bjørn Thalbitzer blev 1919 gift med skuespillerinden Karen Poulsen, ægteskabet blev opløst i 1928. Karen Poulsen var datter af skuespiller Olaf Poulsen (1849-1923) og balletdanser Henriette Bryde (1846-1909).